# Alcibíades
Alcibíades Clinias Escambónidas (en griego: Ἀλκιβιάδης Κλεινίου Σκαμβωνίδης; c. 450-404 a. C.) fue un estadista, orador y strategos (general) ateniense, hijo de Clinias y miembro de la familia aristocrática de los Alcmeónidas, del demo ático de Escambónidas, que tuvo un papel destacado en la segunda fase de la guerra del Peloponeso (tras la guerra arquidámica) como consejero estratégico, comandante y político. 
Durante el transcurso de la guerra del Peloponeso, Alcibíades cambió su lealtad en varias ocasiones. En su Atenas nativa, a principios de los años 410 a. C., defendió una política exterior agresiva y fue un destacado defensor de la expedición a Sicilia, pero huyó a Esparta cuando sus enemigos políticos presentaron cargos de sacrilegio contra él. En Esparta sirvió como consejero estratégico, proponiendo o supervisando importantes campañas contra Atenas. En Esparta, sin embargo, a Alcibíades también le surgieron poderosos enemigos y se vio obligado a desertar a Persia. Allí fue consejero del sátrapa Tisafernes hasta que sus aliados políticos atenienses lograron su restitución. Fue general (estratego) durante varios años más, pero sus enemigos consiguieron exiliarle por segunda vez.
La expedición siciliana fue creación de Alcibíades, y los eruditos modernos han argumentado que si esa expedición hubiera estado bajo el mando de Alcibíades en lugar del de Nicias, la expedición no se habría enfrentado a su desastroso destino. En los años que sirvió a Esparta, Alcibíades desempeñó un importante papel en la destrucción de la ciudad de Atenas; la captura de Decelia  (cf. guerra de Decelia) y las críticas rebeliones de algunas de las ciudades y territorios bajo la influencia de Atenas ocurrieron instigadas por él o bajo su supervisión. 
Una vez devuelto a su ciudad natal, sin embargo, tuvo un papel crucial en la serie de victorias atenienses que llevaron a Esparta a solicitar la paz con Atenas, la cual rechazó la propuesta. Alcibíades eligió tácticas poco convencionales, a menudo ganando polis (ciudades) a través de la traición o la negociación en lugar del asedio.
Las capacidades militares y políticas de Alcibíades resultaron ser a menudo muy valiosas para cualquiera que contara con su lealtad, aunque su capacidad para granjearse poderosos enemigos aseguró que nunca permaneciera en un mismo lugar durante mucho tiempo y, para cuando terminó la guerra que había ayudado a reavivar a principios de los años 410 a. C., sus días de relevancia política eran un recuerdo del pasado.

## Primeros años

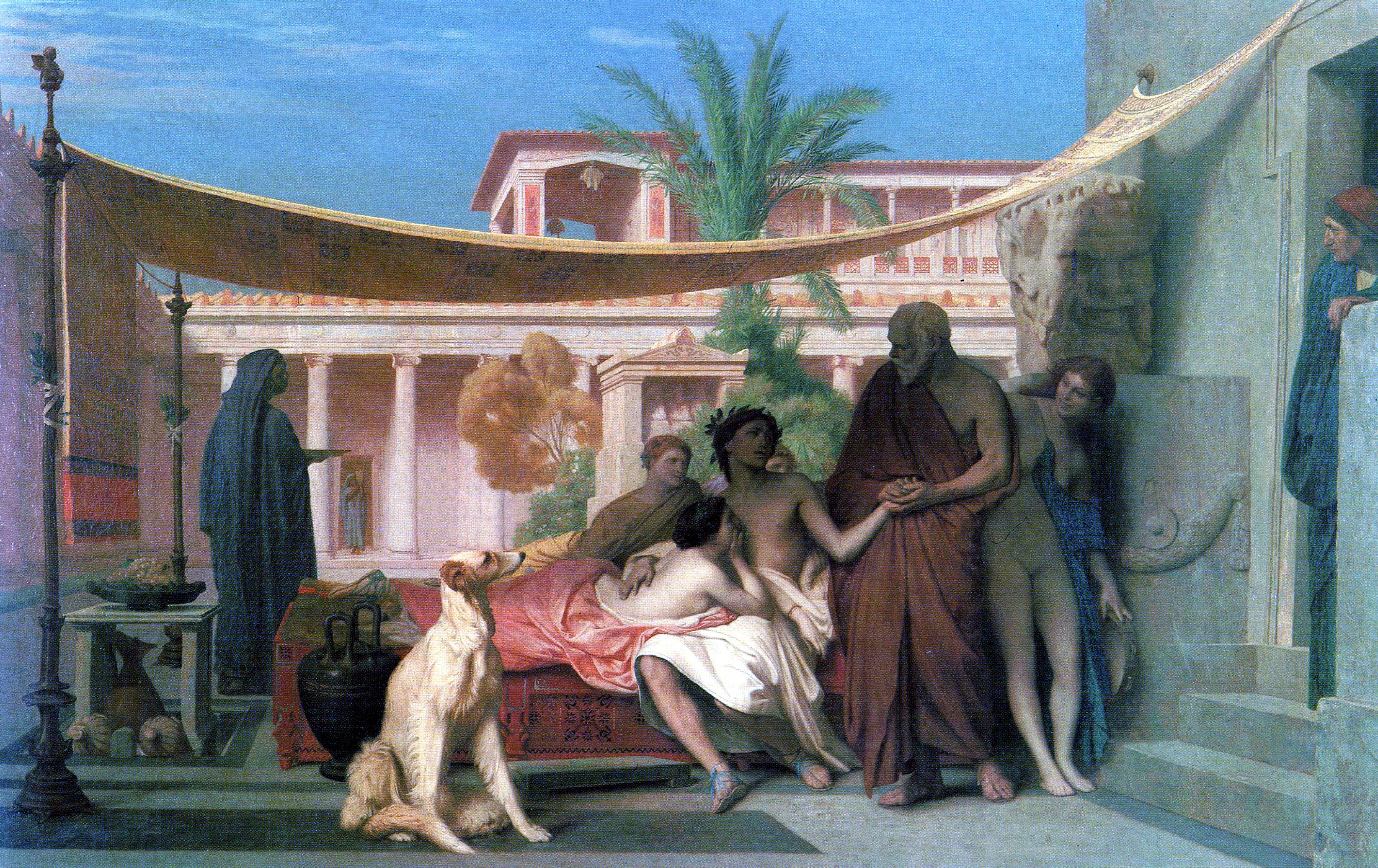
Jean-Léon Gérôme (1824-1904): Sócrates buscando a Alcibíades en la casa de Aspasia, 1861.

Alcibíades era hijo de Clinias y Dinómaca, quien pertenecía a su vez al poderoso y controvertido genos (clan familiar) de los Alcmeónidas; Pericles y su hermano Arifrón eran primos de Dinómaca (su padre y su madre eran hermanos). Se decía que su familia se remontaba a Eurísaces. Su abuelo, también llamado Alcibíades, fue amigo de Clístenes, el famoso reformador constitucional del siglo VI a. C.. Tras la muerte de Clinias en la batalla de Coronea en el año 447 a. C., Pericles y Arifrón fueron sus tutores. Según Plutarco, Alcibíades tuvo famosos profesores, como Sócrates, y fue formado en el arte de la retórica. Varios escritores griegos hacen mención de su comportamiento indisciplinado. 
Alcibíades tomó parte en la batalla de Potidea en 432 a. C., donde Sócrates salvó su vida, favor que le devolvió en la batalla de Delio en 424 a. C. Alcibíades tenía una íntima pero (según idealizaron antiguos relatos) casta relación con Sócrates, a quien él admiraba y respetaba, y quien se sintió atraído por su belleza, pero no sucumbió a las atracciones del joven. Según Plutarco, Alcibíades «temía y reverenciaba sólo a Sócrates, y despreciaba al resto de sus amantes».
Alcibíades se casó con Hipareta, la hija de Hipónico II, un rico ateniense. Según Plutarco, Hipareta amaba a su marido, pero intentó divorciarse de él porque frecuentaba a las heteras (cortesanas). Vivió con él hasta su muerte y dio a luz probablemente a dos niños, una hija y un hijo, también llamado Alcibíades.

## Carrera política hasta el 412a.C.

### Ascenso
Alcibíades incrementó su preeminencia política cuando empezó a abogar por una línea agresiva ateniense tras la firma de la Paz de Nicias. Este tratado había sido una tregua entre Esparta y Atenas firmada a mitad de la guerra del Peloponeso y llegó tras siete años de enfrentamientos en los que ningún bando había obtenido una ventaja decisiva. Los historiadores Arnold Wycombe Gomme y Raphael Sealey opinan, y Tucídides comenta, que Alcibíades se había ofendido durante la negociación del tratado debido a que los lacedemonios lo habían negociado con Nicias y Laques, y le habían dejado de lado a causa de su juventud.
Una serie de disputas acerca de la interpretación del tratado condujeron a los espartanos a despachar embajadores plenipotenciarios a Atenas para concluir todos los asuntos pendientes. Los atenienses, inicialmente, recibieron bien a estos embajadores, pero Alcibíades se reunió con ellos en secreto antes de que fueran a hablar a la ekklesía (la asamblea ateniense) y les dijo que la asamblea era arrogante y tenía grandes ambiciones. Les instó a que renunciaran a su autoridad diplomática de representar a Esparta y permitieran que él los ayudara con los políticos atenienses a través de su influencia. Los representantes estuvieron de acuerdo e, impresionados con la previsión de Alcibíades, se separaron de Nicias, quien sinceramente quería llegar a un acuerdo con los espartanos. Al día siguiente, durante la asamblea, Alcibíades les preguntó qué poderes les había concedido Esparta y respondieron que no habían ido con plenos poderes. Esto estaba en directa contradicción con lo que habían dicho el día anterior y Alcibíades se valió de esta oportunidad para denunciar su carácter, sembrar la sospecha sobre sus objetivos y destruir su credibilidad. Este truco incrementó el prestigio de Alcibíades mientras avergonzaba a Nicias, y Alcibíades fue nombrado general. Aprovechó su creciente poder para orquestar la creación de una alianza entre Argos, Mantinea, Elis y otros estados del Peloponeso, amenazados con el dominio de Esparta en la región. Según Gomme, «era un grandioso plan para un general ateniense a la cabeza de un ejército principalmente peloponesio marchar a través del Peloponeso burlándose de Esparta cuando su reputación estaba más baja». Esta alianza, sin embargo, sería derrotada en última instancia en la batalla de Mantinea.
En los años 416-415 a. C. tuvo lugar un complejo enfrentamiento entre Hipérbolo, por un lado, y Nicias y Alcibíades, por el otro. Hipérbolo trató de provocar el ostracismo de uno de ellos, pero Alcibíades y Nicias combinaron su influencia para inducir al pueblo a expulsar a Hipérbolo. Este incidente revela que Nicias y Alcibíades disponían cada uno de sus propios seguidores, cuyos votos eran determinados por los deseos de los líderes.
Alcibíades no fue uno de los generales involucrados en la captura de Milo en 416-415 a. C., aunque Plutarco le hace partidario del Decreto por el cual los hombres de Milo fueron asesinados y las mujeres y los niños esclavizados
. El orador Andócides alega que Alcibíades tuvo un hijo con una de estas mujeres esclavizadas.

### Expedición a Sicilia
En 415 a. C., llegaron a Atenas unos delegados de la ciudad siciliana de Segesta (Egesta en griego), para solicitar ayuda a los atenienses en su guerra contra Selinunte. Dicha solicitud fue debatida en la asamblea y Nicias se opuso con vehemencia contra la intervención ateniense. Argumentó que la campaña sería muy costosa, a la vez que atacaba las motivaciones y el carácter de Alcibíades, que se había erigido en el principal partidario de la expedición. Por otro lado, Alcibíades argumentó que una campaña en este nuevo territorio proporcionaría riquezas a la ciudad y ampliaría el imperio, igual que había ocurrido anteriormente con las guerras médicas. Alcibíades pronosticó en su discurso, (con exagerado optimismo, según la opinión de la mayoría de los historiadores) que los atenienses podrían reclutar a aliados en la región e imponer su gobierno a Siracusa, la ciudad más poderosa de Sicilia. A pesar de la entusiasta defensa del plan por parte de Alcibíades, sería Nicias, y no él, quien transformaría una modesta intervención en el lugar en una gran campaña y que haría pensar a todo el mundo que la conquista no solo sería posible sino incluso segura. Su sugerencia fue que el tamaño de la flota se incrementara de unas 60 embarcaciones hasta las 140 galeras, y que las fuerzas alcanzasen 5.100 hombres de infantería pesada y unos 1300 arqueros, honderos y tropas ligeras. El filósofo Leo Strauss subraya que la expedición siciliana superaba todo lo emprendido por Pericles. La verdadera intención de Nicias era asustar a la asamblea con su alta estimación de las fuerzas requeridas pero, en lugar de disuadir a sus conciudadanos, su análisis lo hizo aún más deseable. En contra de sus deseos, Nicias fue nombrado general, junto con Alcibíades y Lámaco; los tres con plenos poderes para lograr que los intereses de Atenas en Sicilia se cumplieran.
Una noche, durante los preparativos para la expedición, los hermai -cabezas del dios Hermes sobre un plinto con un falo- fueron mutilados en toda Atenas (véase Hermocópidas). Esto supuso tanto un escándalo religioso como un mal presagio para la misión. Plutarco explica que Androcles, un dirigente político, usó testigos desleales que culparon a Alcibíades y a sus amigos de mutilar las estatuas y además de profanar los misterios de Eleusis. Después, sus adversarios políticos, encabezados por el propio Androcles y por Tesalo, hijo de Cimón, enrolaron a oradores para argumentar ante la asamblea que Alcibíades debía zarpar como estaba planeado y someterse a juicio a su regreso de la campaña. Alcibíades, que recelaba de sus intenciones, pidió que se le permitiera someterse a juicio inmediatamente, bajo la amenaza de pena de muerte, para poder limpiar su nombre. La petición fue denegada y la flota zarpó poco después, con los cargos sin resolver.
Tal y como Alcibíades había sospechado, su ausencia envalentonó a sus enemigos, y éstos empezaron a acusarlo de las otras acciones sacrílegas, alegando incluso que dichas acciones estaban relacionadas con un complot contra la democracia. Según Tucídides, los atenienses reaccionaban siempre con miedo ante este tipo de acusaciones y su reacción fue sospechar del acusado. Cuando la flota llegó a Catana, se hallaba allí el trirreme estatal "Salaminia" esperando para llevar a Alcibíades y los otros acusados de mutilar los hermai y profanar los misterios de Eleusis de vuelta a Atenas para someterse a juicio. Alcibíades dijo a los heraldos que los seguiría a Atenas en su embarcación, pero en Turios se fugó con su tripulación. En Atenas fue juzgado "en ausencia" y condenado a muerte. Sus propiedades fueron confiscadas y se prometió una recompensa de un talento a quien consiguiera matar a alguno de los que habían huido. Mientras tanto, la fuerza ateniense en Sicilia, después de algunas primeras victorias, se movilizó contra Mesina, donde los generales esperaban que sus aliados secretos dentro de la ciudad la traicionaran. Alcibíades, sin embargo, previendo que estaría fuera de la ley, dio información a los amigos de los siracusanos en Mesina y consiguió prevenir la entrada de los atenienses. Con la muerte de Lámaco en batalla poco tiempo después, la expedición siciliana recayó sobre las manos de Nicias, a quien los eruditos modernos han juzgado ser un inadecuado jefe militar.

### Defección a Esparta
Después de su desaparición en Turios, Alcibíades contactó con los espartanos, "prometiendo ofrecerles una ayuda y un servicio más grande aún que todo el daño que antes les había hecho como enemigo" si ellos le ofrecían asilo. Los espartanos concedieron esta petición y lo recibieron entre ellos. En el debate en Esparta sobre si enviar una fuerza para ayudar a Siracusa, Alcibíades habló e inculcó miedo a los éforos espartanos sobre la ambición ateniense, informándoles de que los atenienses esperaban conquistar Sicilia, Italia, e incluso Cartago. El historiador de la universidad de Yale, Donald Kagan cree que Alcibíades exageró los planes de los atenienses para convencer a los espartanos del beneficio que les proporcionaba su ayuda. Kagan asevera que Alcibíades no había adquirido su "legendaria" reputación, y que los espartanos lo veían como "un hombre derrotado y perseguido" cuya política "provocó fallos estratégicos" y no consiguió "ningún resultado decisivo". Si es exacta, esta valoración subraya uno de los grandes talentos de Alcibíades: su oratoria persuasiva. Tras hacer que la amenaza pareciera inminente, Alcibíades aconsejó a los espartanos enviar tropas y —lo más importante— un comandante espartano para disciplinar y ayudar a los siracusanos.
Alcibíades sirvió como consejero militar a Esparta y ayudó a los espartanos a asegurar algunos éxitos cruciales. Aconsejó que construyeran un fuerte permanente en Decelia, justo a 16 km de Atenas y al alcance de la vista de la ciudad. Haciendo esto, los espartanos cortaron completamente a los atenienses el acceso a sus casas y cultivos y a las minas de plata de Laurion. Este era parte del plan de Alcibíades para reanudar la guerra con Atenas en el Ática. El movimiento era devastador para Atenas y forzó a los ciudadanos a que vivieran dentro de los Muros Largos de la ciudad todo el año, fomentando la plaga de Atenas y haciéndolos completamente dependientes de su comercio marítimo para alimentarse. 
En vista de que Atenas era hostigada en un segundo frente, los miembros de la Liga de Delos empezaron a considerar una revuelta. Como consecuencia de la derrota desastrosa de Atenas en Sicilia, Alcibíades navegó a Jonia con una flota espartana y consiguió convencer a algunas ciudades para que se rebelasen.
A pesar de estas valiosas contribuciones para la causa espartana, Alcibíades perdió el favor del gobierno espartano cuando se descubrió que estaba teniendo una aventura amorosa con la esposa del rey espartano Agis II. Por ello, muchos creyeron que Alcibíades era el padre de Leotíquidas, el hijo que tuvo poco después Timea (la esposa de Agis). La influencia de Alcibíades se redujo todavía más tras el retiro de Endio, el éforo más favorable a él. Astíoco, un almirante espartano, fue enviado con la orden de matarlo, pero Alcibíades fue avisado y desertó a la satrapía persa de Tisafernes, que había estado ayudando económicamente a las fuerzas peloponesias en 412 a. C.

### En Asia Menor

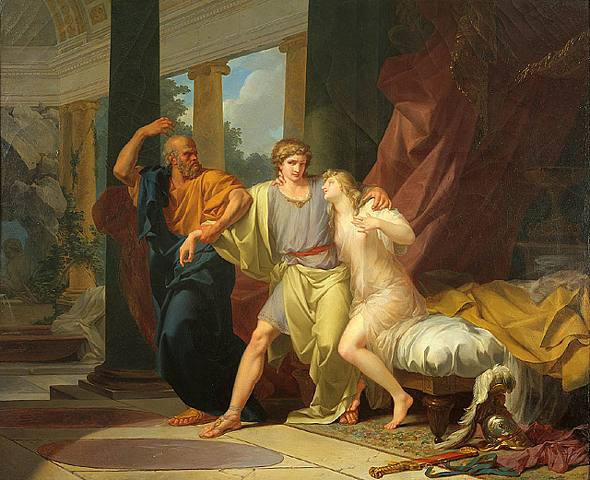
Jean-Baptiste Régnault (1754-1829): Sócrates arrancando a Alcibíades de los brazos de la Voluptuosidad, 1785.

A su llegada a la corte persa, Alcibíades se ganó la confianza del poderoso sátrapa y le hizo algunas sugerencias políticas que fueron bien recibidas. Según Tucídides, Alcibíades empezó a hacer todo lo que pudo en la corte de Tisafernes para perjudicar la causa peloponesia. Ante su insistencia, el sátrapa redujo los pagos que estaba haciendo a la flota peloponesia y empezó a enviarlos de forma irregular. Seguidamente, Alcibíades aconsejó a Tisafernes sobornar a los generales de las ciudades para así conseguir información sobre sus actividades. Por último, y más trascendental, le dio al sátrapa instrucciones de que no tuviera prisa en involucrar la flota persa en el conflicto, ya que, cuanto más se prolongara la guerra, más exhaustas quedarían las fuerzas de los combatientes. Esto permitiría que los persas conquistasen la región fácilmente tras las secuelas de tanta lucha. Alcibíades trató de convencer al sátrapa que a Persia le interesaba desgastar tanto a Atenas como a Esparta, "y después de reducir el poder ateniense tanto como pudiera, acabar con el Peloponeso". Aunque el consejo de Alcibíades benefició a los persas, eran simplemente una vía para conseguir un determinado fin. Tucídides nos cuenta que sus verdaderas motivaciones eran usar su supuesta influencia con los persas para provocar su restauración en Atenas.

## Regreso a Atenas

### Negociaciones con los oligarcas atenienses
Alcibíades parece que asumió el hecho de que la "democracia radical" nunca estaría de acuerdo con su regreso a Atenas. Por lo tanto, intercambió mensajes con los jefes atenienses en Samos y sugirió que si pudieran instalar una oligarquía que estuviese de su parte, regresaría a Atenas y traería consigo dinero persa y posiblemente a la flota persa de 147 trirremes. Alcibíades empezó a ganarse a los oficiales más influyentes del ejército y consiguió su objetivo ofreciéndoles un plan compuesto de tres partes: la constitución ateniense debía ser cambiada, el regreso de Alcibíades debía ser votado y Alcibíades debía ganarse a Tisafernes y al Rey de Persia para la causa ateniense. La mayoría de los oficiales de la flota ateniense aceptaron el plan y dieron la bienvenida a la posibilidad de una constitución más limitada, que les otorgara un mayor margen de acción para determinar la política. Según Tucídides, solo uno de los generales atenienses en Samos, Frínico, se opuso al plan y argumentó que Alcibíades se preocupaba más de la oligarquía propuesta que de la democracia tradicional. La participación en la trama de otro general, Trasíbulo, queda poco clara.
Estos oficiales de la flota ateniense constituyeron un grupo de conspiradores, pero se enfrentaron con la oposición de la mayoría de los soldados y marineros; pero éstos se calmaron al final "por el panorama ventajoso del sueldo del rey". Los conjurados se reunieron y se dispusieron a enviar a Pisandro y a otros como embajadores a Atenas para que trataran del regreso de Alcibíades y la abolición de la democracia en la ciudad, y para hacer a Tisafernes amigo de los atenienses.
Frínico, temiendo que si volvía del exilio Alcibíades se vengaría de él por haber puesto obstáculos a su regreso, envió un mensaje secreto a Astíoco, el navarco de los lacedemonios, para decirle que Alcibíades estaba arruinando su causa procurando a los atenienses la amistad de Tisafernes y de todos los demás detalles de la conjura. 

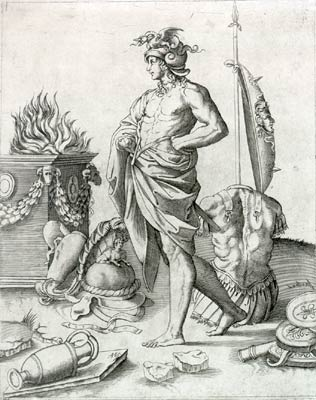
Alcibíades, grabado de Agostino Veneziano (c. 1490-1540).

A Astíoco ni siquiera se le ocurrió tomar represalias contra Alcibíades sino que, por el contrario, se dirigió a Magnesia y les comunicó a Alcibíades y Tisafernes la carta de Frínico. Alcibíades envió inmediatamente una carta contra Frínico a los que estaban al frente del ejército en Samos, comunicándoles lo que había hecho y pidiéndoles que lo condenaran a muerte. Entonces Frínico, en gravísimo peligro a causa de la denuncia, envió de nuevo un mensaje a Astíoco en el que, tras reprocharle que no hubiera guardado el secreto de su primer mensaje, le manifestaba que ofrecía a los peloponesios la posibilidad de destruir toda la flota ateniense en Samos, contando con que Samos no estaba amurallada. Astíoco denunció también esto a Alcibíades. Pero como Frínico se lo esperaba, comunicó al ejército que el enemigo iba a atacar el campamento al no estar Samos amurallada y que era preciso fortificarla cuanto antes. Cuando llegó la carta de Alcibíades en la que se decía que el ejército había sido traicionado por Frínico y que el enemigo iba a atacar, se juzgó que Alcibíades no era digno de crédito y que informado con anticipación de los planes del enemigo, trataba de acusar a Frínico de complicidad.
A pesar de estos sucesos, Pisandro y los otros representantes de los conspiradores llegaron a Atenas y hablaron ante el pueblo, poniendo a Alcibíades y sus promesas en el centro de la cuestión. Tras la oposición inicial a que se reformara la democracia y de los adversarios de Alcibíades que aducían que no debía volver del exilio quien había violado las leyes, los Eumólpidas y los Cérices invocaban los misterios de Eleusis, que habían sido la causa de su destierro. Pisandro les preguntó si tenían alguna esperanza de salvar a la ciudad cuando los peloponesios tenían prestas al combate un número de naves no inferior al suyo y contaban con más ciudades aliadas y contaban con el apoyo económico de Tisafernes y el rey persa. El pueblo abrigó la esperanza de una reforma ulterior de la constitución y la ecclesia decretó que zarpara una delegación formada por Pisandro y otros diez ciudadanos (seguramente uno por tribu, de acuerdo con la costumbre) para negociar con Tisafernes y Alcibíades. El pueblo relevó de su cargo a Frínico y a su colega Escirónides, y envió en su lugar como estrategos al mando de la flota a Diomedonte y a León.
En ese momento, el plan de Alcibíades tropezó con un gran obstáculo. Tisafernes no llegaría a un acuerdo en esos términos, prefiriendo seguir su política de neutralidad. Como Kagan apunta, Tisafernes era un jefe prudente y había reconocido las ventajas de desgastar a cada bando sin la participación persa directa. Alcibíades se dio cuenta de esto, pero como no quería que los atenienses creyeran que era incapaz de persuadir al persa, les presentó unas durísimas exigencias de este a cambio de su apoyo (como que se le cediera Jonia y otras islas y territorios y el derecho del rey persa de construir naves y de navegar a lo largo de las costas del territorio del Egeo del propio rey) de forma que pudiese argumentar que él le había convencido pero eran los atenienses los que no habían querido ceder. Finalizó la tercera reunión en la corte persa con la cesión de los atenienses a gran parte de las pretensiones, y la ruptura de las negociaciones. Aunque los enviados estaban muy enfadados con las exigencias persas, también consideraban que Alcibíades los había engañado, y que podría haber logrado el acuerdo de habérselo propuesto. Este fiasco puso fin a las negociaciones entre los conspiradores y Alcibíades. Como este no había logrado cumplir su parte del acuerdo sin la exigencia de concesiones exorbitantes por parte de Atenas abandonaron sus planes de restaurarle en Atenas.

### Restitución como general ateniense
Véase, Golpe de Estado ateniense del 411 a. C.
A pesar del fracaso de las negociaciones, los conspiradores consiguieron derrocar la democracia e imponer el gobierno oligárquico de los Cuatrocientos. En Samos, mientras tanto, aquellos samios que se habían sublevado contra los aristócratas y que formaron el partido popular, cambiaron de orientación y, persuadidos por Pisandro y por los conjurados atenienses que estaban en Samos, organizaron una conspiración de unas trescientas personas, matando a Hipérbolo, en colaboración con Carmino, uno de los estrategos, dando así una prueba de lealtad. Sin embargo, los samios de la mayoría popular denunciaron lo que se estaba preparando a los estrategos atenienses León y Diomedonte, así como también al trierarca Trasíbulo y al hoplita Trasilo. Con la ayuda de estos hombres y los soldados atenienses en general, los demócratas de Samos pudieron derrotar a los Trescientos oligarcas samios, dando muerte a unos treinta de los Trescientos y condenando al destierro a los tres responsables principales, sin tomar represalias contra los demás. Las tropas atenienses en Samos se reunieron en una asamblea política, derrocaron a sus generales, y eligieron unos nuevos, incluyendo a Trasíbulo y a Trasilo. El ejército, alegando que no se había rebelado contra la ciudad sino que había sido la ciudad la que se había rebelado contra él, decidió ponerse de parte de la democracia mientras proseguía la guerra contra Esparta.
Un tiempo después, Trasíbulo convenció a los soldados en el curso de una asamblea de que votaran la repatriación y la impunidad de Alcibíades, una política que había respaldado desde antes del golpe de Estado. Luego navegó para encontrarse con Tisafernes y trajo a Alcibíades a Samos, convencido de que la única posibilidad de salvar a Atenas era que Tisafernes se pasara a su bando, y creyendo que Alcibíades tenía gran influencia sobre Tisafernes. Plutarco afirma que el ejército pidió el envío de Alcibíades para usar su ayuda para deponer a los tiranos en Atenas. Por su parte, Kagan argumenta que esta restitución fue una decepción para Alcibíades, que había estado esperando un glorioso regreso a la ciudad de Atenas, pero se encontró con que únicamente había sido restaurado en el mando de la flota rebelde, donde le había sido concedida la inmunidad "protegiéndole por el momento, pero sin garantías para el futuro"; además, la restitución, que Alcibíades había esperado obtener gracias a su propio prestigio e influencia, la consiguió, en realidad, a través del patrocinio de Trasíbulo.
En su primer discurso a los soldados reunidos, Alcibíades se quejó amargamente sobre las circunstancias de su exilio, pero la mayor parte del discurso consistió en jactarse de su influencia sobre Tisafernes. Los motivos principales de su discurso fueron atemorizar a los oligarcas de Atenas e incrementar su crédito en el ejército de Samos. Al escuchar su discurso,  las tropas le eligieron general inmediatamente, junto a Trasíbulo y otros. De hecho, los exaltó tanto que propusieron zarpar en seguida rumbo al Pireo y atacar a los oligarcas de Atenas. Fueron principalmente Alcibíades y Trasíbulo, quienes calmaron al pueblo y les mostraron la locura de esta propuesta, que habría provocado la guerra civil y conducido a la derrota de Atenas. Poco después de la restitución de Alcibíades como general ateniense, el gobierno de los Cuatrocientos fue derrocado y reemplazado por una oligarquía más amplia, que cedería el paso de nuevo a la democracia.
Al poco tiempo, Alcibíades navegó para negociar con Tisafernes con un destacamento de naves. Según Plutarco, el supuesto propósito de esta misión fue detener a la flota persa que acudía a ayudar a los peloponesios. Tucídides está de acuerdo con Plutarco en que la flota persa estaba en Aspendo y que Alcibíades dijo a las tropas que conseguiría traer a la flota y que cambiara de bando o que lograría impedir su llegada; pero Tucídides especula que la razón real fue hacer alarde de su nueva posición con Tisafernes y tratar de ganar alguna influencia real sobre él. Según el historiador, Alcibíades sabía desde hacía tiempo la intención de Tisafernes de no traer las naves, y quería desacreditarlo lo más posible a los ojos de los espartanos, por la amistad que mantenía con él y con los atenienses, y obligarle a unirse a su lado.

### Batallas de Abidos y Cícico
Para más detalles sobre este tema, véase Batalla de Abidos y Batalla de Cícico

La estrategia ateniense en Cícico. Izquierda: el señuelo de Alcibíades (azul) atrae a la fuerza espartana (negro) mar adentro. Derecha: Trasíbulo y Terámenes llevan sus escuadrones detrás de los espartanos para cortar su retirada hacia Cícico, mientras Alcibíades vira para enfrentarse a la fuerza perseguidora.

Alcibíades fue restituido por el "régimen intermedio" de los Cinco Mil, el gobierno que sucedió al de los Cuatrocientos en 411 a. C., pero es más probable que esperara, en realidad, hasta 407 a. C. para regresar a la ciudad. Plutarco nos dice que, aunque su restitución ya había sido aprobada en la moción de Critias, un aliado político suyo, Alcibíades decidió volver con honores. Por otro lado, si bien este era indudablemente su objetivo, era de nuevo simplemente un medio para conseguir un fin: evitar el juicio a su regreso a Atenas. 
El siguiente rol importante que llevaría a cabo en la guerra ocurriría en la batalla de Abidos. Alcibíades se había quedado retrasado en Samos con una pequeña fuerza, mientras Trasíbulo y Trasilo condujeron la mayor parte de la flota al Helesponto. Durante este período, Alcibíades consiguió recaudar dinero de Caria y la zona vecina, con el cual podía pagar a los remeros y lograr su favor. Después de la victoria ateniense en Cinosema, ambas flotas convocaron a sus barcos de los alrededores del Egeo y se reunieron para lo que podría ser una próxima batalla decisiva. 
Mientras Alcibíades aún estaba de camino, las dos flotas chocaron en Abidos, donde los peloponesios habían establecido su principal base naval. La batalla estuvo igualada y se desencadenó con furia mucho tiempo, pero la balanza se inclinó hacia los atenienses cuando Alcibíades arremetió en el Helesponto con 18 trirremes. El sátrapa persa Farnabazo, que había reemplazado a Tisafernes como patrocinador de la flota peloponesia, había desplazado su ejército de tierra a la orilla para defender las embarcaciones y los marineros que habían varado sus barcos. Solamente la ayuda del ejército persa y el navegar de noche salvó a la flota peloponesia de la completa destrucción.
Poco después de la batalla, Tisafernes había llegado al Helesponto y Alcibíades dejó la flota en Sestos para reunirse con él, llevándole regalos y esperando una vez más intentar ganarse al gobernador persa. Evidentemente Alcibíades había juzgado mal su prestigio con el sátrapa, y fue arrestado a su llegada. Al cabo de un mes se liberaría y retomaría el mando. Ahora era obvio, sin embargo, que no tenía ninguna influencia con los persas, por lo que desde ahora su autoridad dependería de lo que en realidad pudiera lograr en lugar de lo que prometiera hacer.
Después de una pausa de varios meses en la que los peloponesios construyeron nuevas embarcaciones y los atenienses sitiaron ciudades y recaudaron dinero en todo el Egeo, la siguiente batalla naval tuvo lugar la primavera de 410 a. C. en Cícico. Alcibíades había sido obligado a navegar desde Sestos a Cardia para proteger su pequeña flota de la reconstruida armada peloponesia, pero tan pronto como se reunió ahí la flota ateniense completa, sus comandantes lo llevaron a Cícico, donde los atenienses localizaron que Farnabazo y Míndaro, el comandante de la flota peloponesia, estaban tramando su próximo movimiento juntos. Oculta por la tormenta y la oscuridad, la fuerza ateniense combinada llegó a las inmediaciones sin ser descubierta por los peloponesios. En ese momento los atenienses idearon un complot para sacar al enemigo a la batalla. Según Diodoro de Sicilia, Alcibíades avanzó con una pequeña escuadra para sacar a los espartanos de la batalla, y, después de engañar a Míndaro con este truco, las escuadras de Trasíbulo y Terámenes llegaron para reunirse con él, cortando la retirada espartana.
La flota espartana sufrió graves pérdidas en la huida, y llegó a la orilla con los atenienses pisándoles los talones. Las tropas de Alcibíades, conduciendo la persecución ateniense, atracaron e intentaron llevar las embarcaciones espartanas mar adentro. Los peloponesios lucharon para impedir que sus barcos fueran remolcados, y las tropas de Farnabazo acudieron en su ayuda. Trasíbulo desembarcó su propia fuerza para aliviar temporalmente la presión sobre Alcibíades, y mientras tanto ordenó a Terámenes que se uniera a las fuerzas de tierra atenienses cercanas y que las trajera para reforzar a los marineros y al ejército naval en la playa. Los espartanos y los persas, abrumados por la llegada de múltiples fuerzas desde varias direcciones, fueron derrotados y ahuyentados, y los atenienses capturaron todas los barcos espartanos que no fueron destruidos. Una carta enviada a Esparta por Hipócrates, vicealmirante bajo Míndaro, fue interceptada y llevada a Atenas; decía lo que sigue: "Los barcos están perdidos. Míndaro ha muerto. Los hombres están hambrientos. No sabemos qué hacer". Poco tiempo después, Esparta hizo una petición de paz, pero sus términos fueron rechazados por los atenienses.

### Éxitos militares adicionales

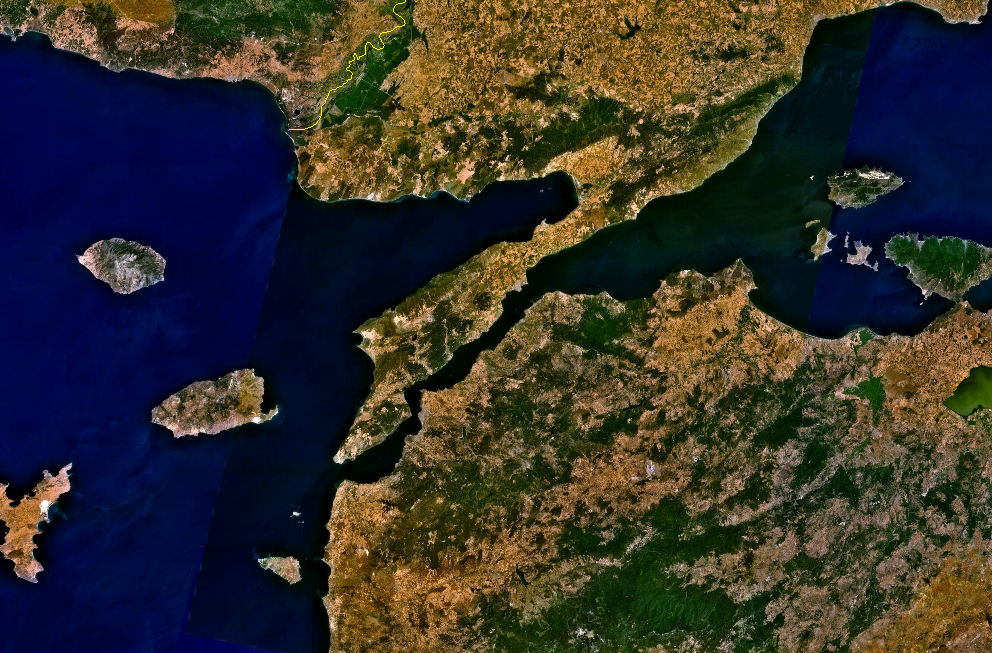
Imagen satélite del Quersoneso Tracio (la actual península de Galípoli) y área circundante. Alcibíades viajó al Quersoneso en 408 a. C. y atacó la ciudad de Selimbria en la orilla norte de la Propóntide.

Después de su victoria, Alcibíades y Trasilo empezaron el asedio de Calcedón en 409 a. C. con unas 190 naves. Aunque incapaz de conseguir una victoria decisiva o inducir a que la ciudad se rindiera, Alcibíades fue capaz de ganar una pequeña batalla táctica terrestre fuera de las puertas de la ciudad y Terámenes concluyó un acuerdo con los calcedonios. Más tarde concluyeron una alianza temporal con Farnabazo, que aseguró algo del mucho dinero necesitado en forma urgente por el ejército, pero a pesar de esto Alcibíades se vio obligado a partir en búsqueda de más botín para pagar a los soldados y remeros de la flota.
En busca de estos fondos viajó al Quersoneso Tracio y atacó Selimbria. Conspiró con un partido proateniense dentro de la ciudad y ofreció a los selimbrios términos razonables a la vez que impuso una estricta disciplina para que viesen que estaban bajo vigilancia. No causó daño alguno a la ciudad, sino que simplemente tomó una cantidad de dinero de ella, puso una guarnición dentro y partió. Una evidencia epigráfica indica que los selimbrios entregaron rehenes hasta que el tratado fuera ratificado en Atenas. Su acción es juzgada como hábil por los historiadores, debido a que ahorró tiempo, recursos, y vidas y aun así consiguió completamente su objetivo.
Desde aquí Alcibíades se unió al sitio de Bizancio al mismo tiempo que Terámenes y Trasilo. Una parte de los ciudadanos de la ciudad, desmoralizada y hambrienta, decidió entregar la ciudad a Alcibíades en términos similares a los que los selimbrios habían recibido. Al aceptar, por la noche los defensores dejaron sus puestos y los atenienses atacaron la guarnición peloponesia de la ciudad y a los barcos del puerto. La parte de ciudadanos que se mantuvo leal a los peloponesios pelearon tan salvajemente que Alcibíades hizo pública una declaración en mitad de la lucha en la que garantizaba su seguridad, con lo que logró persuadir al resto de ciudadanos de unirse a los atenienses contra la guarnición peloponesia, que fue casi totalmente destruida.

## Regreso a Atenas, destitución y muerte

### Regreso a Atenas
Fue en el período subsiguiente a estos éxitos que Alcibíades resolvió al final regresar a Atenas en la primavera de 407 a. C. Como consecuencia de sus victorias recientes, Alcibíades fue extremadamente cuidadoso en su regreso, consciente de los cambios en el gobierno, los cargos que aún lo preocupaban todavía, y el gran perjuicio que había causado a Atenas. Por lo tanto, Alcibíades, en lugar de ir directo a casa, fue a Samos primero para recoger 20 naves y continuó con ellas hasta el golfo Cerámico donde recaudó 100 talentos. Navegó finalmente hasta Gitión para hacer averiguaciones, en parte sobre los preparativos de los espartanos allí, y en parte sobre los sentimientos en Atenas sobre su regreso. Sus averiguaciones le aseguraron que la ciudad estaba dispuesta a reconciliarse con él y que sus amigos íntimos le urgían a que regresara.
Por lo tanto, finalmente navegó hasta el Pireo donde la multitud se había reunido deseando ver al famoso Alcibíades. Entró en el puerto lleno de miedo, hasta que vio a su primo y otros de sus amigos y conocidos, que le invitaron a que atracara. Al llegar a tierra fue recibido con una bienvenida triunfal. Sin embargo, algunos vieron un mal presagio en el hecho de que había regresado a Atenas cuando en plena celebración de la ceremonia de los Plinterias (la fiesta donde la antigua estatua de Atenea se limpiaba). Este era considerado como el día más desafortunado del año para emprender algo de importancia, y sus enemigos tomaron nota de esto y lo tuvieron presente para una futura ocasión.
Todos los procesos penales contra él fueron cancelados y los cargos de blasfemia fueron oficialmente retirados. Alcibíades fue capaz de hacer valer su devoción y aumentar la moral ateniense dirigiendo la procesión solemne a Eleusis (para la celebración de los misterios de Eleusis) por tierra por primera vez desde que los espartanos habían ocupado Decelia. Durante los años anteriores la procesión había sido reemplazada por un viaje por mar, pero ese año Alcibíades utilizó un destacamento de soldados para escoltar la procesión tradicional. Sus bienes le fueron devueltos y la ecclesia le eligió general (estratego) con poderes exclusivos en tierra y mar.

### Derrota de Notio
En 406 a. C. Alcibíades salió de Atenas con mil quinientos hoplitas y cien barcos. Fracasó al tomar Andros y luego fue a Samos. Después se trasladó a Notio, para vigilar más de cerca a la flota enemiga estacionada en Éfeso. Mientras tanto Tisafernes había sido reemplazado por Ciro (un pariente de Darío II de Persia) quien decidió ayudar a los peloponesios económicamente. Estos nuevos ingresos empezaron a atraer a desertores de los atenienses hacia la marina espartana. Además, los espartanos habían reemplazado a Míndaro por Lisandro, un almirante muy capaz. Estos factores permitieron el rápido crecimiento de la flota peloponesia a expensas de la ateniense. En busca de fondos y necesitando forzar otra batalla decisiva, Alcibíades dejó Notio y navegó para ayudar a Trasíbulo en el asedio de Focea. Alcibíades era consciente de que la flota espartana estaba cerca, así que dejó casi ochenta barcos para vigilarlos bajo el mando de su timonel personal, Antíoco, a quien había dado órdenes expresas de no atacar. Antíoco desobedeció a su general y se esforzó por involucrar a Lisandro en una batalla imitando las tácticas usadas en Cícico. La situación en Notio, sin embargo, era radicalmente diferente a la de Cícico; los atenienses no poseían el elemento sorpresa, y Lisandro había estado bien informado de las características de la flota enemiga a través de los desertores. Tras un súbito ataque espartano, el trirreme de Antíoco fue hundido y Antíoco mismo murió; el resto de barcos de señuelo fueron perseguidos precipitadamente mientras regresaban a Notio, donde la fuerza ateniense principal fue cogida desprevenida por la llegada repentina de toda la flota espartana. En la lucha que tuvo lugar a continuación, Lisandro obtuvo una victoria total. Alcibíades regresó e intentó desesperadamente contrarrestar la derrota de Notio anotándose otra victoria, pero Lisandro no podía ser compelido a atacar la flota otra vez.
Al final, la responsabilidad de la derrota recayó sobre Alcibíades y sus enemigos aprovecharon la oportunidad para atacarle y desposeerle del mando, aunque algunos eruditos modernos creen que Alcibíades fue injustamente culpado por el error de Antíoco. Diodoro comenta esto: «Además de su error en Notio, Alcibíades fue licenciado por las falsas acusaciones interpuestas contra él por sus enemigos». Según Antony Andrewes, catedrático de historia antigua, las exageradas esperanzas producidas por sus éxitos del verano previo había creado un elemento decisivo para su caída. Por consiguiente, Alcibíades se condenó al exilio. Nunca más regresó a Atenas, navegó al norte, a sus posesiones en los castillos del Quersoneso tracio, que había asegurado durante su estancia en el Helesponto. Las implicaciones de la derrota eran graves para Atenas. Aunque la derrota había sido menor, ocasionó el retiro no solo de Alcibíades sino también de sus aliados como Trasíbulo, Terámenes y Critias. Éstos eran probablemente los comandantes más capaces que Atenas tenía en esa época y su retiro ayudaría a la rendición ateniense solamente dos años después de su completa derrota en Egospótamos.

### Muerte

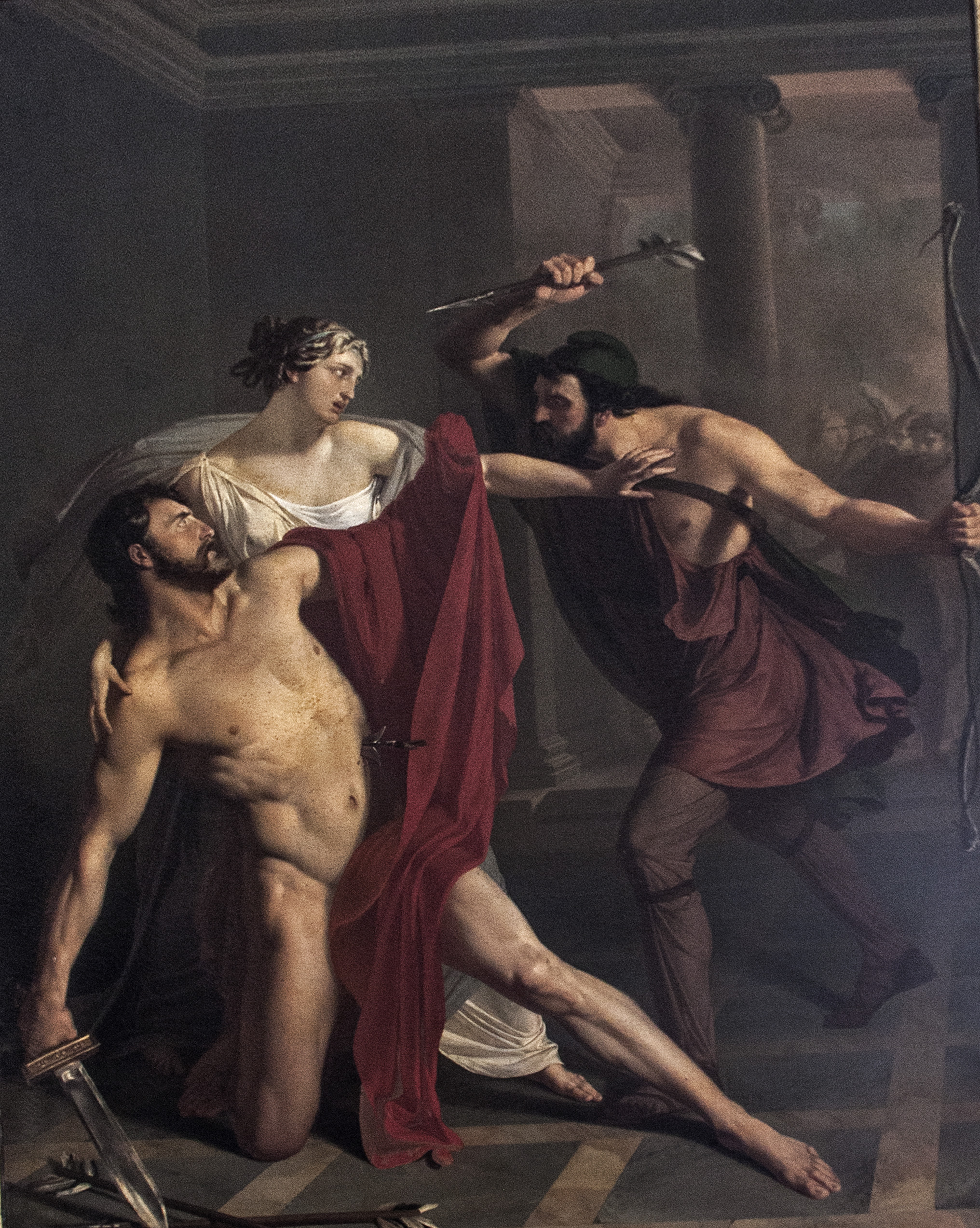
Michele de Napoli (1808-1892): Morte di Alcibiade (c. 1839). Museo Arqueológico Nacional de Nápoles.

En los acontecimientos previos a la batalla de Egospótamos, aunque Alcibíades ya no estaba al mando, en el último hecho atestiguado de su carrera, intentó, inútilmente, advertir a los estrategos atenienses del desastre que se avecinaba: la flota estaba estacionada en una playa, en un sitio estratégicamente desventajoso y lejos de cualquier ciudad donde encontrar provisiones. Les aconsejó, ya que se aprovisionaban en Sestos, que trasladaran allí la flota, donde además disponían de un puerto. Diodoro, sin embargo, no menciona este consejo, arguyendo que Alcibíades ofreció ayuda a los generales a cambio de una parte del mando. En cualquier caso, los generales atenienses «pensando que en caso de derrota podrían ser considerados culpables y que en caso de victoria podría serle atribuida a Alcibíades», le mandaron marcharse. Días después la flota sería aniquilada por Lisandro. 
Después de la batalla de Egospótamos, Alcibíades cruzó el Helesponto y se refugió en Frigia, con el objeto de conseguir la ayuda de Artajerjes II contra Esparta. Pero los espartanos indujeron a Farnabazo a que lo dejara apartado. Según Plutarco, Lisandro envió a un representante a Farnabazo para que enviara a su hermano a Frigia donde Alcibíades estaba viviendo con su amante, Timandra. En 404 a. C., cuando estaba a punto de salir hacia la corte persa, su residencia fue rodeada e incendiada. Viendo que no tenía ninguna oportunidad de escapar se lanzó precipitadamente sobre sus asesinos, daga en mano, y murió acribillado por una lluvia de flechas.
Según Cornelio Nepote, Timandra «cubrió el cuerpo de Alcibíades con su propio vestido y lo incineró muerto, con las mismas llamas del incendio de la casa».
Según otras fuentes ni Lisandro ni Farnabazo fueron culpables de la muerte de Alcibíades sino él mismo, pues sedujo a una joven, cuyos airados hermanos incendiaron la casa de Alcibíades, y lo mataron con sus arcos cuando intentaba escapar del fuego.

## Valoraciones

### Carrera política
En la Grecia antigua Alcibíades era una figura polarizante. Tucídides reprende al estadista ateniense por su conducta política y sus motivos. Según el historiador, Alcibíades, al ser "sumamente ambicioso", propuso la expedición a Sicilia para "obtener riqueza y reputación por medio de sus éxitos". Alcibíades es considerado responsable por Tucídides de la destrucción de Atenas, debido a que "sus hábitos ofendieron a todo el mundo y causaron que entregaran los asuntos a otras manos, y así no tardó mucho en arruinarse la ciudad". Plutarco le considera como "el menos escrupuloso y más imprudente de los seres humanos". Por otro lado, Diodoro argumenta que era "de pensamientos brillantes y decidido a grandes empresas". Sharon Press de la Brown University señala que Jenofonte recalca los servicios de Alcibíades al estado, en lugar del daño que causó. Demóstenes defiende los logros de Alcibíades, diciendo que había tomado las armas por la democracia, manifestando su patriotismo, no mediante obsequios o dinero o mediante discursos, sino por el servicio personal. Para Demóstenes y otros oradores Alcibíades personificó la figura del gran hombre de los gloriosos días de la democracia ateniense y se convirtió en un símbolo retórico. Uno de los discursos de Isócrates', pronunciado sobre el hijo de Alcibíades, argumenta que el estadista merecía la gratitud de los atenienses por el servicio que les había otorgado Lisias, por otra parte, argumentó en uno de sus discursos que los atenienses debían mirar a Alcibíades como un enemigo porque a tenor general de su vida, "paga con injurias la ayuda de sus amigos".
En la Constitución de los atenienses, Aristóteles no incluye a Alcibíades en la lista de los mejores políticos atenienses, pero en Analítica Posterior argumenta que las características de un hombre orgulloso como Alcibíades son ecuanimidad ante los avatares del destino e intolerancia ante el deshonor. Alcibíades provocó temor en sus contemporáneos en cuanto a la seguridad de orden político. Por lo tanto, Andócides dijo de él que "no tiene por conveniente acompasarse él mismo a cumplir con las leyes de la ciudad, sino que lo hagáis vosotros a su propia conducta". La principal descripción del hombre de estado ateniense la da Cornelio Nepote en su obra Vidas dice que Alcibíades "superó a todos los atenienses en nobleza y dignidad de vida".
Incluso hoy Alcibíades divide a los estudiosos. Para Malcolm McGregor, el antiguo jefe del departamento de clásicas en la Universidad de la Columbia Británica, Alcibíades eran bastante más un jugador perspicaz que un simple oportunista. Evangelos P. Fotiadis, un prominente filólogo griego, afirma que Alcibíades eran "un diplomático de primera clase" y tenía "enorme habilidad". Sin embargo su fuerza espiritual no estaba equilibrada con su magnífica mente y tuvo la mala suerte de llevar a un pueblo susceptible a la demagogia. K. Paparrigopoulos, el principal historiador griego moderno, subraya sus "virtudes espirituales" y lo compara con Temístocles, pero afirma que todos esos dones crearon un "traidor, un hombre audaz e impío". Walter Ellis cree que sus acciones fueron escandalosas, pero fueron llevadas a cabo con brillantez. Por su parte, David Gribble afirma que las acciones de Alcibíades en contra de su ciudad fueron incomprendidas y cree que la "tensión que llevó a Alcibíades a romper con la ciudad estaba entre lo puramente personal y los principios cívicos". Russell Meiggs, un antiguo historiador británico, afirma que el estadista ateniense carecía completamente de escrúpulos a pesar de su gran encanto y brillantes habilidades. Según Meiggs, sus acciones fueron dictadas por motivos egoístas y su enemistad, de hecho, con Cleón de Atenas y sus sucesores socavó Atenas. El mismo erudito subraya el hecho de que "su ejemplo de agitada e indisciplinada ambición reforzó el cargo incoado contra Sócrates". Aún más críticos, Athanasios G. Platias y Constantinos Koliopoulos, catedráticos de estudios estratégicos y política internacional, declaran que los propios argumentos de Alcibíades "deben ser suficientes para eliminar la noción de que Alcibíades era un gran estadista, como algunas personas aún creen".

### Logros militares

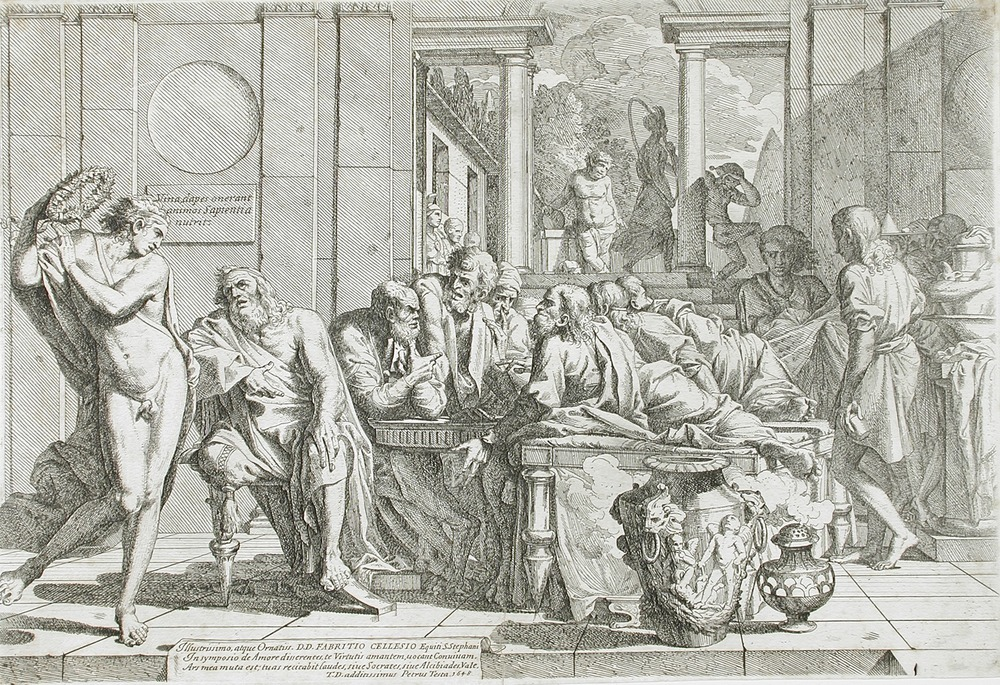
Pietro Testa (1611-1650): Alcibíades borracho interrumpiendo el banquete (1648)

A pesar de sus comentarios críticos, Tucídides admite en una breve digresión que "públicamente su conducción de la guerra era tan buena como podría desearse". Diodoro y Demóstenes le consideran un gran general. Según Fotiadis, Alcibíades era un general invencible y, donde quiera que fuera, la victoria le seguía. Fotiadis cree que si hubiera dirigido el ejército en Sicilia, los atenienses habrían evitado el desastre y, si sus compatriotas hubieran seguido su consejo en Egospótamos, Lisandro habría perdido y Atenas habría gobernado Grecia. Por otra parte, Paparrigopoulos cree que la expedición siciliana, incitada por Alcibíades, fue un error estratégico. De acuerdo con Paparrigopoulos, Platias y Koliopoulos subrayan el hecho de que la expedición siciliana fue una metedura de pata estratégica de primera magnitud, resultante de una actitud "frívola y una increíble subestimación del enemigo". Por su parte, Angelos Vlachos, un académico griego, subraya el constante interés de Atenas por Sicilia como el origen de la guerra. Según Vlachos la expedición no tuvo nada de extravagante o aventurado y constituía una decisión estratégica sensata sobre la base de las aspiraciones atenienses tradicionales. Vlachos afirma que Alcibíades ya había concebido un plan más amplio: conquistar el Occidente entero. Él pensaba conquistar Cartago y Libia, luego atacar Italia y, después de ganar éstos, hacerse con Italia y el Peloponeso. La decisión inicial de la ecclesia proporcionó una razonable fuerza militar, que más tarde fue irrazonable y costosa por las exigencias de Nicias. Kagan critica a Alcibíades por no dejar de reconocer que el gran tamaño de la expedición ateniense minó el esquema diplomático sobre el que su estrategia se basaba.
Kagan cree que mientras Alcibíades era un comandante de habilidad considerable, no era ningún genio militar, y su confianza y ambiciones fueron más allá de su destreza. Fue capaz de importantes errores y errores de cálculo serios. Kagan argumenta que en Notio Alcibíades cometió un grave error al dejar la flota en manos de un oficial inexperto, y que la mayoría del mérito de parte de la brillante victoria en Cícico debe ser asignado a Trasíbulo. En este juicio, Kagan coincide con Cornelio Nepote, que dijo que la opinión extravagante de las habilidades de Alcibíades y el valor eran su principal desgracia.

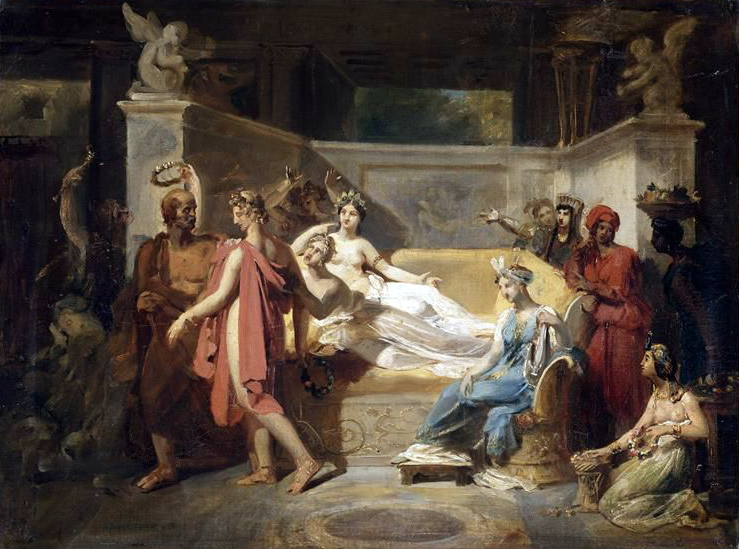
Félix Auvray (1830-1833): Alcibíades con las cortesanas (1833), Museo de Bellas Artes de Valenciennes

Press argumenta que "aunque Alcibíades pueda ser considerado un buen general por su actuación en el Helesponto, no debería serlo sobre la base de su actuación en Sicilia", pero "las virtudes de Alcibíades como general superan sus defectos". Los catedráticos David McCann y Barry Strauss intentan una comparación entre Alcibíades y Douglas MacArthur, señalando que "ambos hombres destacaron como jefes militares a los que un aura de misterio envolvió".

### Habilidad oratoria
Plutarco afirma que "Alcibíades era un hábil orador además de sus otros talentos" mientras que Teofrasto argumenta que Alcibíades era el más capacitado para descubrir y comprender lo que se requería en un caso dado. Sin embargo, solía tropezar en la mitad de su discurso, pero luego lo reanudaba y proseguía. Incluso el ceceo que tenía, que fue apuntado por Aristófanes, hizo su conversación persuasiva y llena de encanto. Eupolis dice que fue príncipe de los habladores, pero muy incapaz en la oratoria"; del que se dice, que es más elocuente en sus discursos privados que orando ante la ecclesia. Por su parte, Demóstenes subraya el hecho de que Alcibíades fuera considerado como "el más hábil orador del día". Paparrigopoulos no acepta la opinión de Demóstenes, pero reconoce que el estadista ateniense podía apoyar su caso suficientemente. Kagan reconoce su poder retórico, mientras que Thomas Habinek, catedrático de Clásicas en la University of Southern California, cree que el orador Alcibíades parecía ser lo que su audiencia necesitaba en cualquier ocasión. Según Habinek, en el campo de la oratoria, el pueblo respondió al cariño de Alcibíades con su propio cariño. Por lo tanto, el orador era "la personificación de la ciudad hablando con, y enamorada de, sí misma". Según Aristófanes Atenas lo "anhela, y lo odia".

## Alusiones en la comedia, filosofía y literatura
Para más detalles sobre este tema, ver Alcibíades (personaje de ficción)
Alcibíades no fue perdonado por la comedia antigua y los argumentos atestiguan un enfrentamiento épico entre Alcibíades y Eupolis, muy similar al de Aristófanes y Cleón. Aparece como personaje de ficción en varios diálogos socráticos (El Banquete, Protágoras). Platón presenta a Alcibíades como el alumno más brillante de Sócrates, aunque será, con el correr de los tiempos, la ruina de Atenas. En el juicio al que es sometido, Sócrates debe refutar el intento de culparlo por los crímenes de sus ex discípulos, incluyendo a Alcibíades. Por eso, declara en la "Apología": "Nunca he sido el profesor de nadie".
Tras su muerte, Alcibíades disfruta de una presencia relevante en el arte, apareciendo en obras medievales y renacentistas, así como en importantes textos de la literatura moderna. Continúa fascinando al mundo contemporáneo, en particular como personaje principal de novelas históricas: por ejemplo, las de Anna Bowman Dodd, Gertrude Atherton, Rosemary Sutcliff, Daniel Chavarría, Steven Pressfield y Peter Green. Es el personaje central en la novela Viaje a través del tiempo de Paul Levinson, The Plot To Save Socrates, en el Socrate de Erik Satie, composición para voz y pequeña orquesta (el texto se compone de pasajes de Victor Cousin sobre las obras de Platón), y en la novela corta The Gods Abandon Alcibiades de Joel Richards, nominada al Premio Nébula. Es también personaje en la sombra en la novela "Timandra", del autor heleno Theodor Kallifatides, publicada en España en 2022 por la editorial Galaxia Gutenberg.
La frase "El perro de Alcibíades" hace referencia a una estrategia de distracción para desviar la atención del público. Esto es debido a una anécdota según la cual Alcibíades cortó el rabo a su perro en público y cuando le preguntaron el porqué de tan absurdo comportamiento contestó que mientras hablaban de su perro, no hablaban de las arbitrariedades y corrupciones de su gobierno.